# Roger Hulzebosch
Roger Hulzebosch (14 februari 1970, Nijeveen) is een Nederlands voormalig topkorfballer en korfbalcoach. Hij speelde zijn volledige spelerscarrière bij DOS'46 uit Nijeveen, waar hij lange tijd samen speelde met zijn jongere broer Daniël Hulzebosch.

## Speler
Hulzebosch debuteerde in 1986 in de hoofdmacht van DOS'46, toen hij 16 jaar was. Uiteindelijk zou hij 17 jaar in het eerste team spelen. Hij zou zijn carrière afsluiten zonder Nederlandse titel. Wel speelde hij de veldfinale van seizoen 1999-2000. In deze eindstrijd bleek KV Die Haghe te sterk.
In 2003 stopte hij als speler.

## Oranje
Hulzebosch speelde 5 officiële interlands met het Nederlands korfbalteam. Van deze 5 caps speelde hij er 2 op het veld en 3 in de zaal. Hulzebosch was onderdeel van het Nederlands team dat goud won op het WK van 1995.

## Coach
Hulzebosch bleef na zijn periode als speler actief binnen DOS'46.
In seizoen 2019-2020 deed de ploeg echter een bijzonder beroep op Hulzebosch. DOS'46 deed goede zaken in de Korfbal League en deed tot lang mee om een plek in de play-offs, toen in februari 2020 coach Pascal Zegwaard besloot per direct te stoppen. Crisis sloeg toe en DOS'46 moest snel op zoek naar een interim hoofdcoach. Roger Hulzebosch nam deze job op zich en coachte het seizoen verder. Wel ging DOS'46 op zoek naar een andere coach voor seizoen 2020-2021 ; dat werd Edwin Bouman.